# Brían F. O'Byrne
Brían Francis O'Byrne (født 16. maj 1967 i Mullagh, County Cavan, Irland) er en irsk skuespiller, der arbejder mest i USA.
Hans første bemærkelsesværdige præstationer var i Martin McDonaghs The Beauty Queen of Leenane og The Lonesome Vesten. Han er kendt for at spille alvorlige og dramatiske roller, såsom en seriemorder i Frozen (for hvilken han vandt en Tony Award for) og en anklaget præst for børnemisbrug i Doubt. O'Byrne optrådte også som præst i filmen Million Dollar Baby.
I maj 2007 blev O'Byrne nomineret til en Tony Award for sin præstation som Alexander Herzen i Tom Stoppard 's trilogi The Coast of Utopia.
I 2009 medvirkede O'Byrne i ABC's Flashforward som Aaron Stark.